# Coccophagus flavescens
Coccophagus flavescens är en stekelart som beskrevs av Howard 1896. Coccophagus flavescens ingår i släktet Coccophagus och familjen växtlussteklar.
Artens utbredningsområde är Sri Lanka. Inga underarter finns listade i Catalogue of Life.